# Bitwa o Savate
Bitwa o Savate – starcie zbrojne, które miało miejsce w roku 1980 podczas południowoafrykańskiej wojny granicznej.
W kwietniu 1980 dowództwo UNITA opracowało koncepcję zaatakowania wspólnie z siłami RPA dużej bazy sił FAPLA (Armed Forces for the Liberation of Angola) w Savate. Afrykanerzy wydzielili do zadania 3 kompanie piechoty wsparte plutonem moździerzy. Atak przeprowadzono o godzinie 2. nad ranem 21 maja. Po ostrzelaniu bazy z moździerzy, nastąpił atak piechoty. Obrońcy stawili zacięty opór, jednakże około południa zmuszeni zostali do odwrotu. Wycofującą się kolumnę wojsk rządowych zaatakowali Afrykanerzy z kompanii odwodowej, którzy zniszczyli wiele pojazdów przeciwnika. W walce o bazę w Savate poległo 558 partyzantów. Zdobyto też 19 ciężarówek, dwie cysterny oraz warsztat mechaniczny i pojazdy tworzące park mostu pontonowego. Straty Afrykanerów wyniosły 15 zabitych i 32 rannych.